# Célestin Nanteuil
Pour les articles homonymes, voir Nanteuil.
Célestin François Nanteuil-Lebœuf, dit Célestin Nanteuil, né le 11 juillet 1813 à Rome (Italie) et mort le 6 septembre 1873 à Bourron-Marlotte (Seine-et-Marne), est un peintre, graveur et illustrateur français lié au mouvement romantique.

## Biographie

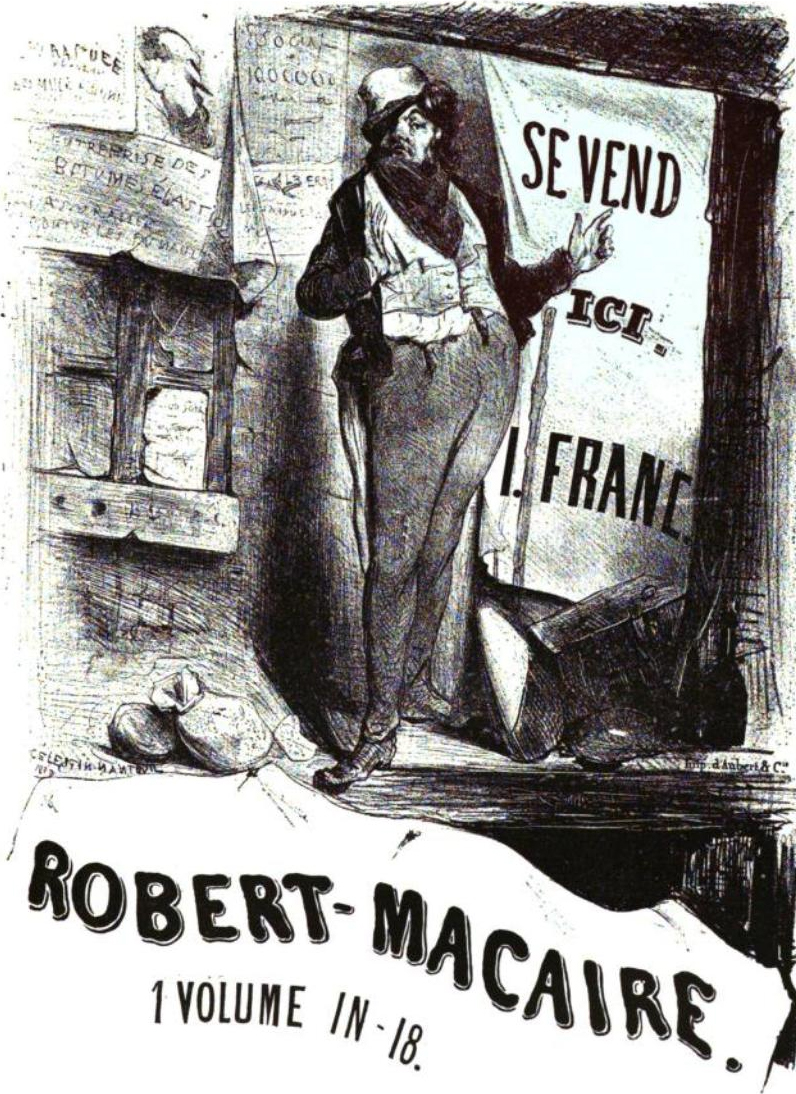
Affiche de Célestin Nanteuil annonçant la sortie des Cent et un Robert-Macaire de Daumier (1839).

Célestin Nanteuil est né à Rome de parents français qui vivent dans l'entourage de Joseph Bonaparte. Son frère aîné, Charles-François, obtient le prix de Rome de sculpture en 1817.
Il entre à l'école des Beaux-Arts de Paris en 1827, où il a pour maître Eustache-Hyacinthe Langlois, avant de rejoindre l'atelier de Dominique Ingres.
Il fait partie du cercle des romantiques autour de Victor Hugo, participe à la bataille d'Hernani en 1830, accompagne le poète et sa maîtresse lors d'un voyage en Normandie en 1836. Il fait partie des « Jeunes-France », fréquente Alexandre Dumas, Pétrus Borel et est très proche de Gérard de Nerval, dont il illustre les œuvres avec Tony Johannot. Théophile Gautier se souviendra d'« une eau-forte ultra-excentrique » de Nanteuil pour son recueil poétique, Albertus. Pris d'une passion aussi violente qu'impossible à assouvir pour Marie Dorval, il lui écrit des lettres qui s'élèvent à des sommets de lyrisme dignes de l'époque.
En 1843, il fonde avec les lithographes Eugène Prosper Leroux, Adolphe Mouilleron (1820-1881) et les peintres Henri Baron, Louis Français, le périodique Les Artistes contemporains qui perdure jusqu'en 1847,.
Dans ses Vignettes romantiques : histoire de la littérature et de l'art 1825-1840 – 150 vignettes (Paris, E. Dentu, 1883), Champfleury consacre un chapitre à Célestin Nateuil. Il y rappelle la description qu'en fait Théophile Gautier dans l'une de ses œuvres : « On eût pu l'appeler le jeune homme moyen âge.[…] il gardait le sexe indécis des êtres surnaturels composés de l'éphèbe et de la jeune fille. Il avait l'émotion et la pudeur faciles et rougissait aisément. »
On lui doit également des reproductions gravées des mises en scènes romantiques qui sont publiées dans L'Artiste ou  Le Monde dramatique. Au besoin il participe également aux décors des fêtes, par exemple celui du bal donné par Alexandre Dumas en mars 1833.
Avec d'autres peintres paysagistes romantiques, il pose son chevalet en plein air, à l'île de la Chaussée.
En 1867, il est nommé directeur de l'Académie des beaux-arts, puis conservateur du musée des Beaux-Arts de Dijon.

## Distinctions
- Chevalier de la Légion d'honneur (décret du 12 août 1868)

## Œuvre

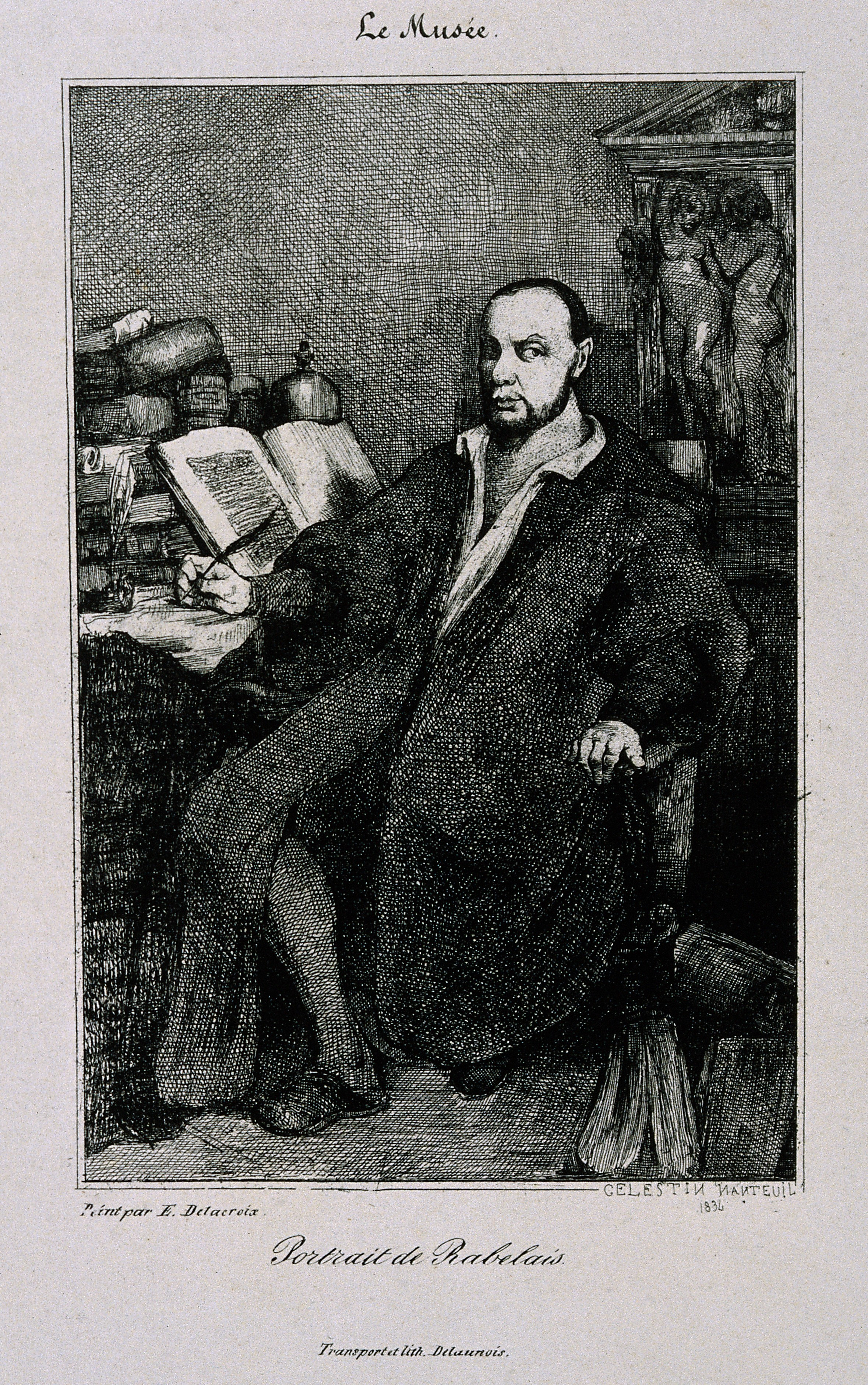
François Rabelais (1836), lithographie d'après Eugène Delacroix.

Nanteuil s'est immortalisé par les frontispices qu'il a dessinés et gravés pour les livres de ses camarades du Petit Cénacle : Albertus et Les Jeunes-France de Théophile Gautier ; Feu et Flamme de Philothée O'Neddy ; mais aussi pour Venezia la bella d'Alphonse Royer, deux eaux-fortes parmi ses plus belles réussites ; les Impressions de voyage, Angèle et la première édition collective du Théâtre d'Alexandre Dumas ; Samuel de Paul de Musset ; Le balcon de l'opéra de Joseph d'Ortigue ; ou encore les Poésies d'Hippolyte Tampucci. Tous ces exemples datant des années 1832-1834 sont parmi les plus inventives et les plus caractéristiques de sa carrière. Les compositions de Nanteuil « se divisent en plusieurs petits cadres entourant le sujet principal et renfermant des sujets-épisodiques. Ce sont des eaux-fortes d'artistes, gravées de verve et sans les précautions minutieuses qu'y mettent les gens du métier. ».
Il s'est essayé à plusieurs médiums : à l'eau-forte, où il a excellé (c'est aussi la technique utilisée pour créer les quatre frontispices de l'édition des œuvres de Victor Hugo en 1832), il faut ajouter la lithographie, qui lui a servi notamment à reproduire des tableaux de peintres célèbres comme Titien, José de Ribera ou Diego Vélasquez pour une anthologie des peintures du musée royal de Madrid de Juan José Martinez (Madrid, 1857), et surtout de très nombreuses illustrations de romances et des gravures sur bois dans les années 1840. Toutefois, après de nombreuses créations fougueuses, aux compositions chaotiques, typiques du romantisme des « Jeunes-France », Nanteuil devint par la suite « le fournisseur attitré des éditeurs de romances, mais des romances de sages […] ».
Bien qu'il ait été médaillé de nombreuses fois au Salon (1837, 1848, 1861 et 1867) pour son œuvre peint, rares sont les tableaux qui sont encore connus. On peut citer Un rayon de soleil, datant de 1848, conservé au musée des Beaux-Arts de Valenciennes.
Il puise son inspiration dans l'art médiéval, en vogue auprès des romantiques, qu'il réinvente en créant un style néo-gothique qui lui est propre[réf. nécessaire].
Il fait partie des illustrateurs de l'édition Furne des œuvres d'Honoré de Balzac.
Dans le roman à clef des frères Goncourt, Charles Demailly (1860), Nanteuil apparaît sous les traits d'un ami du héros, Grancey[réf. nécessaire].

### Œuvres dans les collections publiques
(Cette liste n'est pas exhaustive)
- Beaune, musée des Beaux-Arts : 
  - Le Dernier soleil, 1870, huile sur toile, 98 × 130,5 cm[14].
- Dijon, musée des Beaux-Arts : 
  - Perdition (en pendant avec la Tentation), 1859, huile sur toile, 46 × 28 cm[15] ;
  - Tentation (en pendant avec la Perdition), 1859, huile sur toile, 46 × 28 cm[16] ;
  - Le Printemps ramène les amours, 1863, huile sur toile, 101 × 217 cm[17] ;
  - Apollon gardant les troupeaux du roi Admète, vers 1869, huile sur carton, 23 × 28 cm ;
  - La Lecture de Don Quichotte, 1873, huile sur toile, 145 × 100,5 cm.
- Nemours, Château-Musée : 
  - Portrait-charge de Paul Nanteuil, dessin au crayon conté[18].
  - Étude d'angelots, dessin au crayon[19] ;
  - Portrait-charge de F. de Mercey, directeur des Beaux-Arts, dessin au crayon[20] ;
  - Portrait-charge de Charles Seurre, sculpteur, lavis de bistre[21] ;
  - Jeune femme devant son miroir, encre[22] ;
  - La Fuite en Égypte, 1833, eau-forte, 22 × 30 cm[23].
  - Allégorie des Arts. Frontispice pour Les artistes contemporains, 1847, lithographie[24] ;
  - Enlèvement de Sarah par Abimelec, lithographie, 39 × 28 cm[25] ;
  - Piéta, d'après Eugène Delacroix, lithographie, h. : 45 cm[26] ;
  - N'oubliez pas vos mères, lithographie[27].
- Orléans, musée des Beaux-Arts : Cadre pour les Scènes de Notre-Dame de Paris d’Antoine Rivoulon, 1836, crayon graphite sur papier vélin, 21,6 x 14,2 cm[28].
- Paris
  - Beaux-Arts de Paris : La Ballade de Lénore, Plume encre de Chine, quelques rehauts de gouache sur carton gaufré de Dobbs, H. 0,142 ; L.0,195 m ; feuille : H. 0,266 ; L. 0,316 m. Beaux-Arts de Paris[29]. Dessin inspiré de l’œuvre de Gottfried August Bürger, traduite par Gérard de Nerval, La ballade de Léonore est emblématique de l'imaginaire romantique. Un cavalier sous les traits de la Mort ailée emporte Léonore, horrifiée, ses longs cheveux dénoués au vent. L'aspect fantasmagorique de la scène est renforcé par l’environnement brumeux et la nuée d'oiseaux qui entoure les personnages ;
  - Maison de Victor Hugo[30] :
    - Chartres, 1836, dessin ;
    - Chartres, 17 juin 1836, dessin, 11,5 × 18,7 cm ;
    - Porte Guillaume, Chartres 17 juin 1836, dessin, 18,8 × 11,5 cm ;
    - Souvenir de Maintenon, 16 juin 1836, dessin, 18,7 × 11,5 cm ;
    - Château de Sully, Nogent-le-Rotrou, dessin, 11,5 × 19 cm.

  - Semur-en-Auxois, musée municipal de Semur-en-Auxois, La Vigne, huile sur toile, 1853.

Œuvres de Célestin Nanteuil
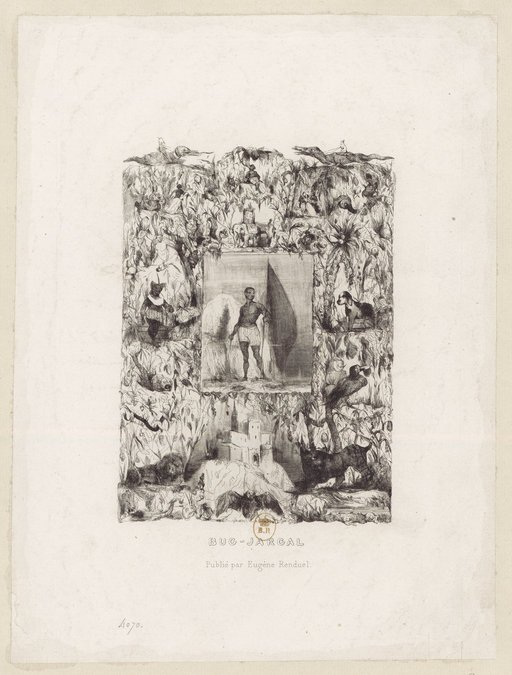
Bug-Jargal, frontispice (1832), estampe.
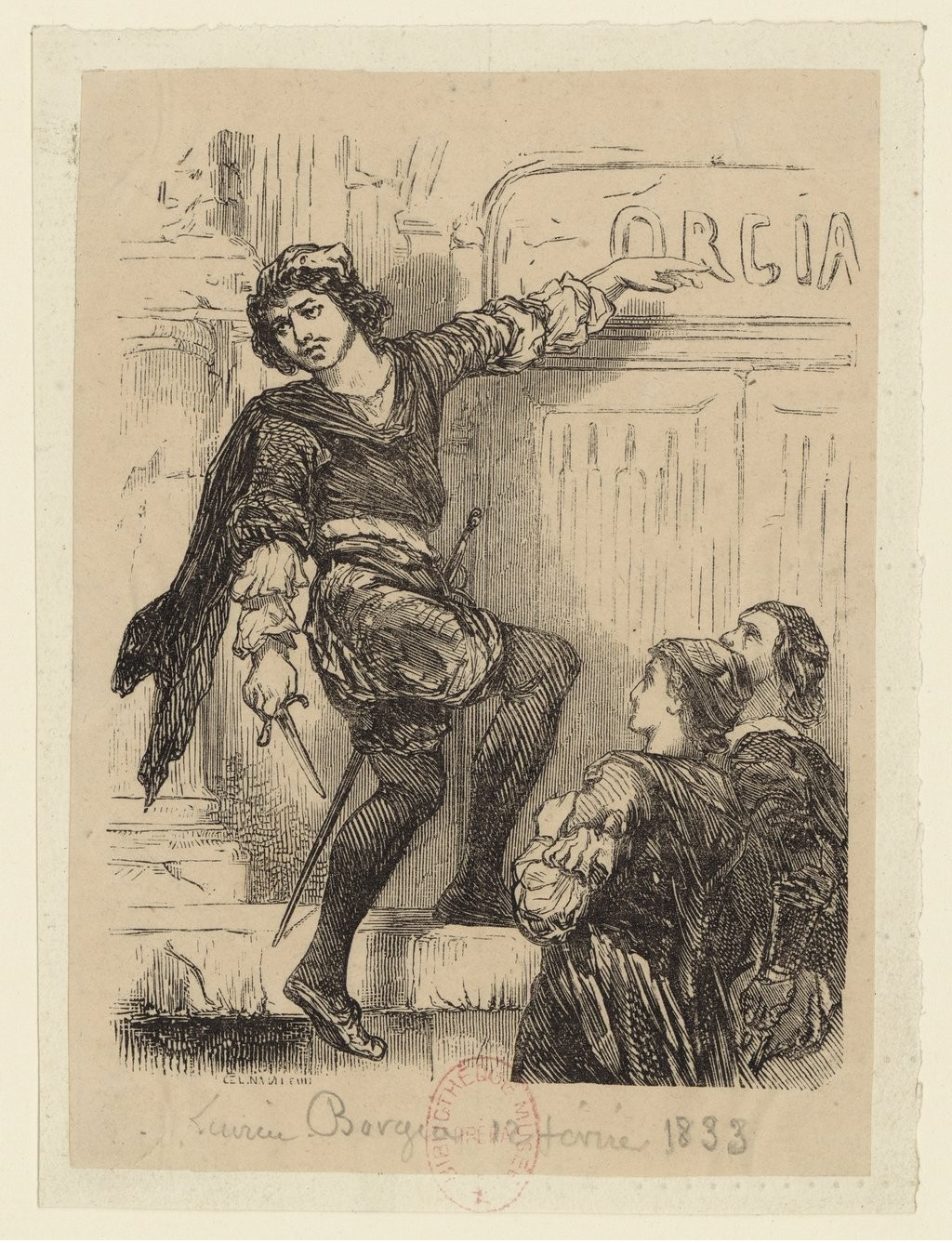
Lucrèce Borgia (1833), estampe.
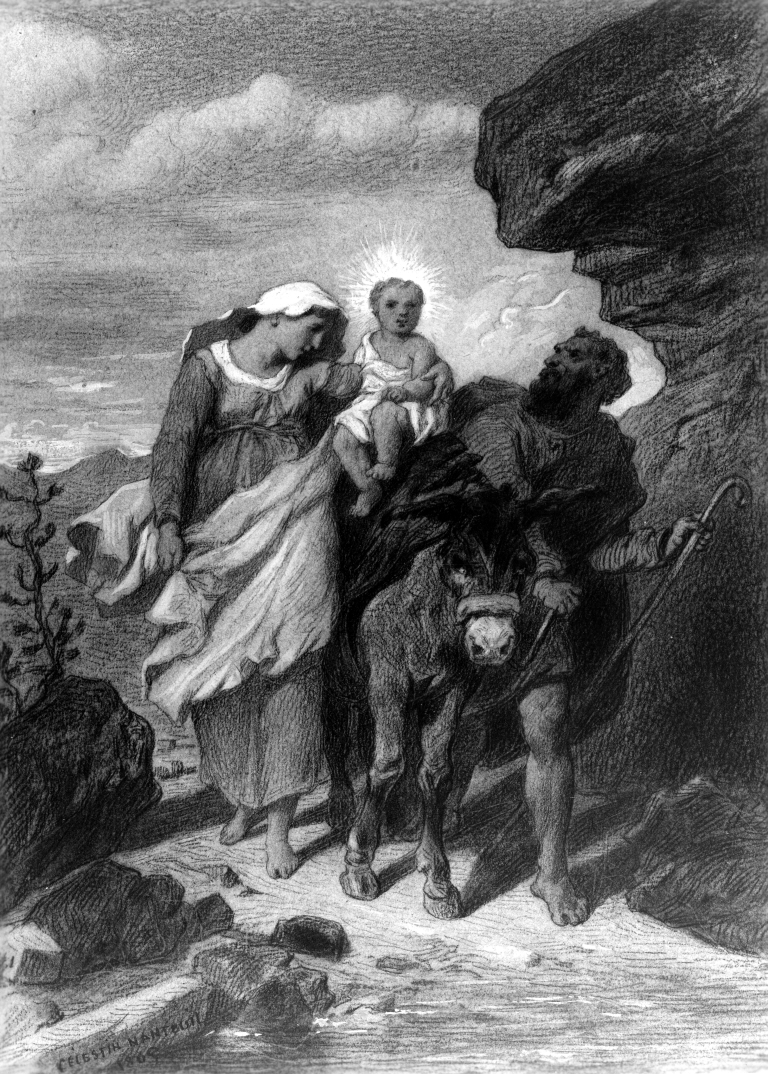
La Fuite en Égypte (1865), craie noire et lavis, Baltimore, Walters Art Museum.
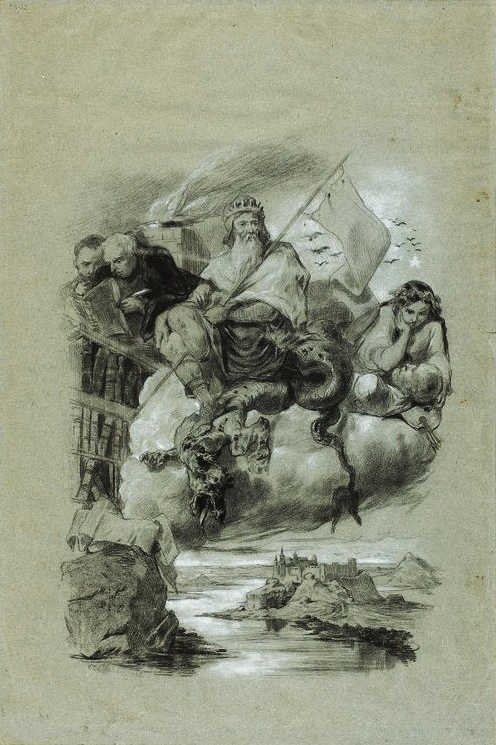
Krakus assis sur un dragon mort (avant 1851), craies noire et blanche, musée national de Varsovie.
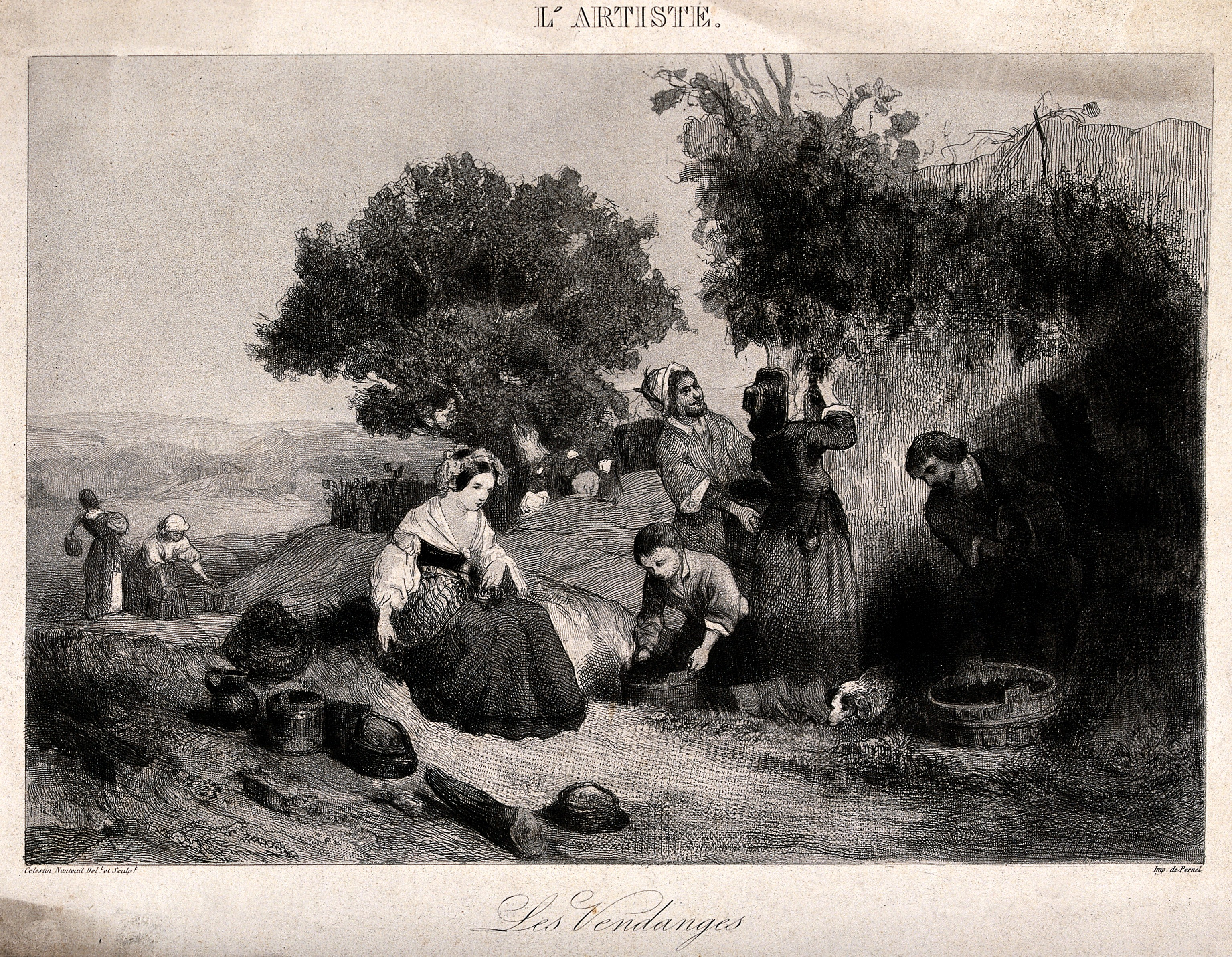
Les Vendanges, estampe.
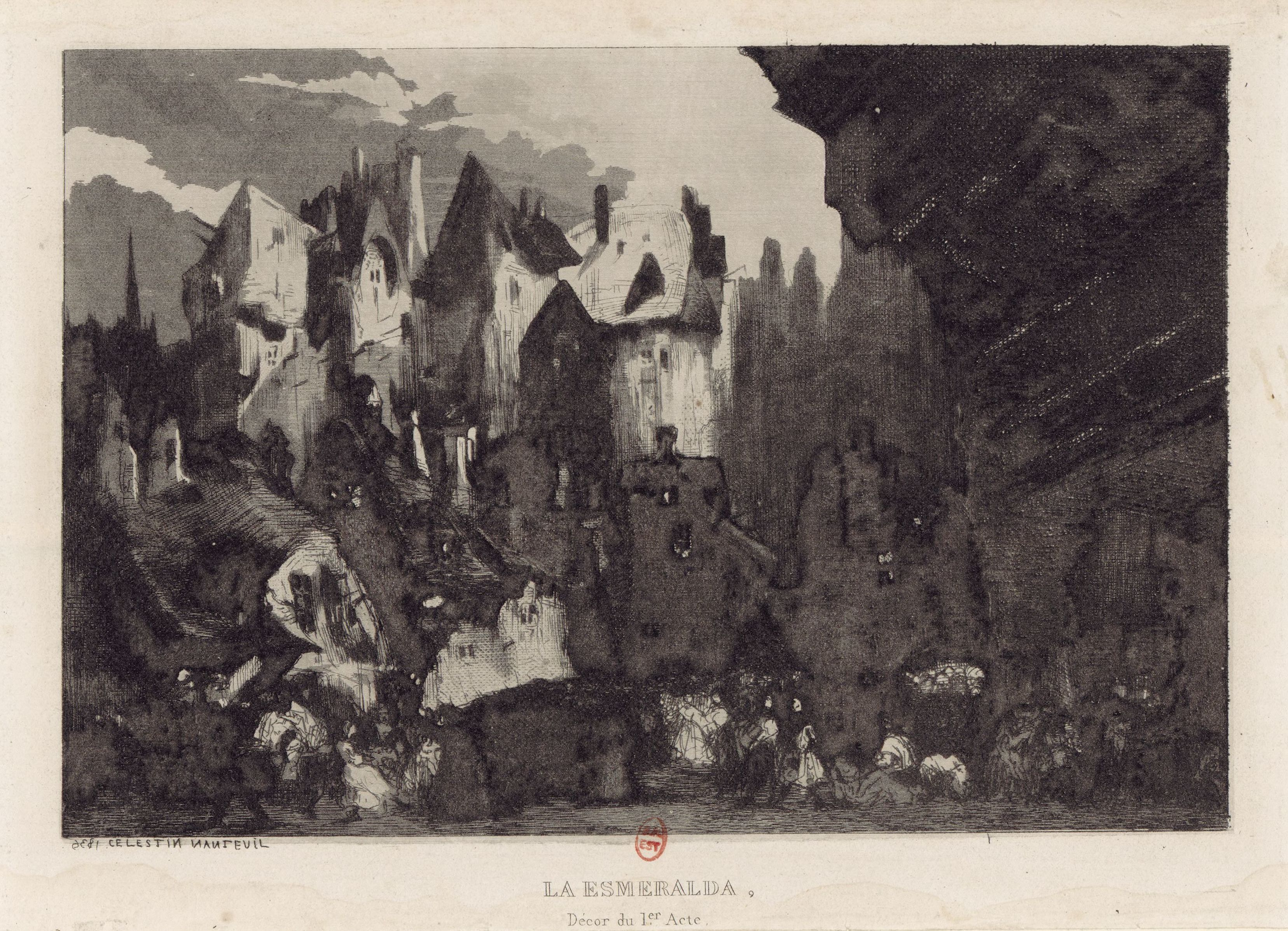
Scénographie pour l'acte I de La Esmeralda de Louise Bertin (1836).
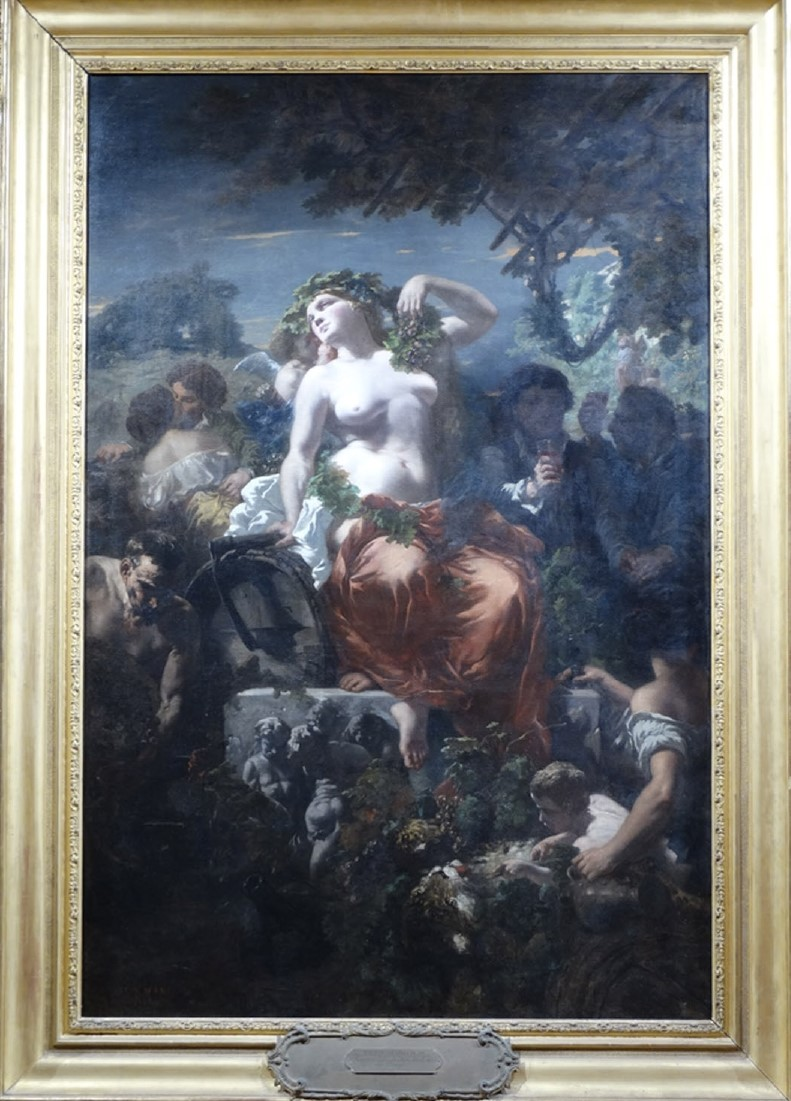
La Vigne, Célestin Nanteuil (1813-1873), huile sur toile, 1853, musée municipal de Semur-en-Auxois